# Hôtel-Dieu de Laon
L'hôtel-Dieu de Laon était un Hôtel-Dieu situé à Laon, en France qui sert actuellement Maison des Arts et Loisirs.
Il y a à Laon trois Hôtel-Dieu successifs : L'Hôtel-Dieu situé au Sud du parvis de la Cathédrale qui est classé monument historique et occupé par l'Office de Tourisme, celui qui a été construit ensuite par les chanoines, sur le même parvis, mais au Nord, transformé en Maison des Arts et loisirs et enfin celui qui a été  transplanté dans l'ancienne abbaye St Martin.

## Localisation

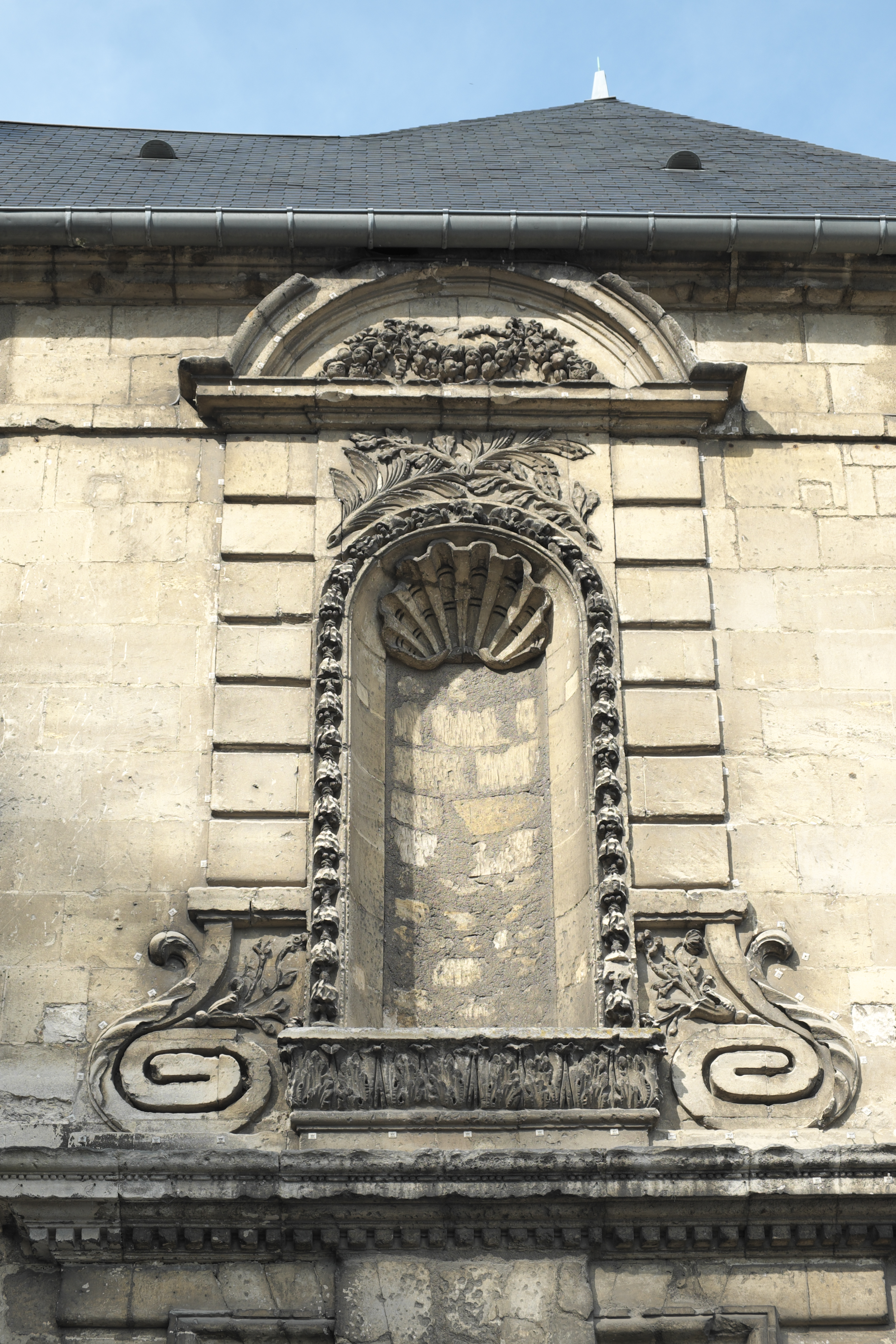
Détail du portail.

L'Hôtel-Dieu du XIIIe siècle est situé en ville-haute, au cœur de la ville médiévale en tenant le nord est du parvis de la cathédrale de Laon. Adresse : place Aubry ; 63 rue Sérurier.

## Historique

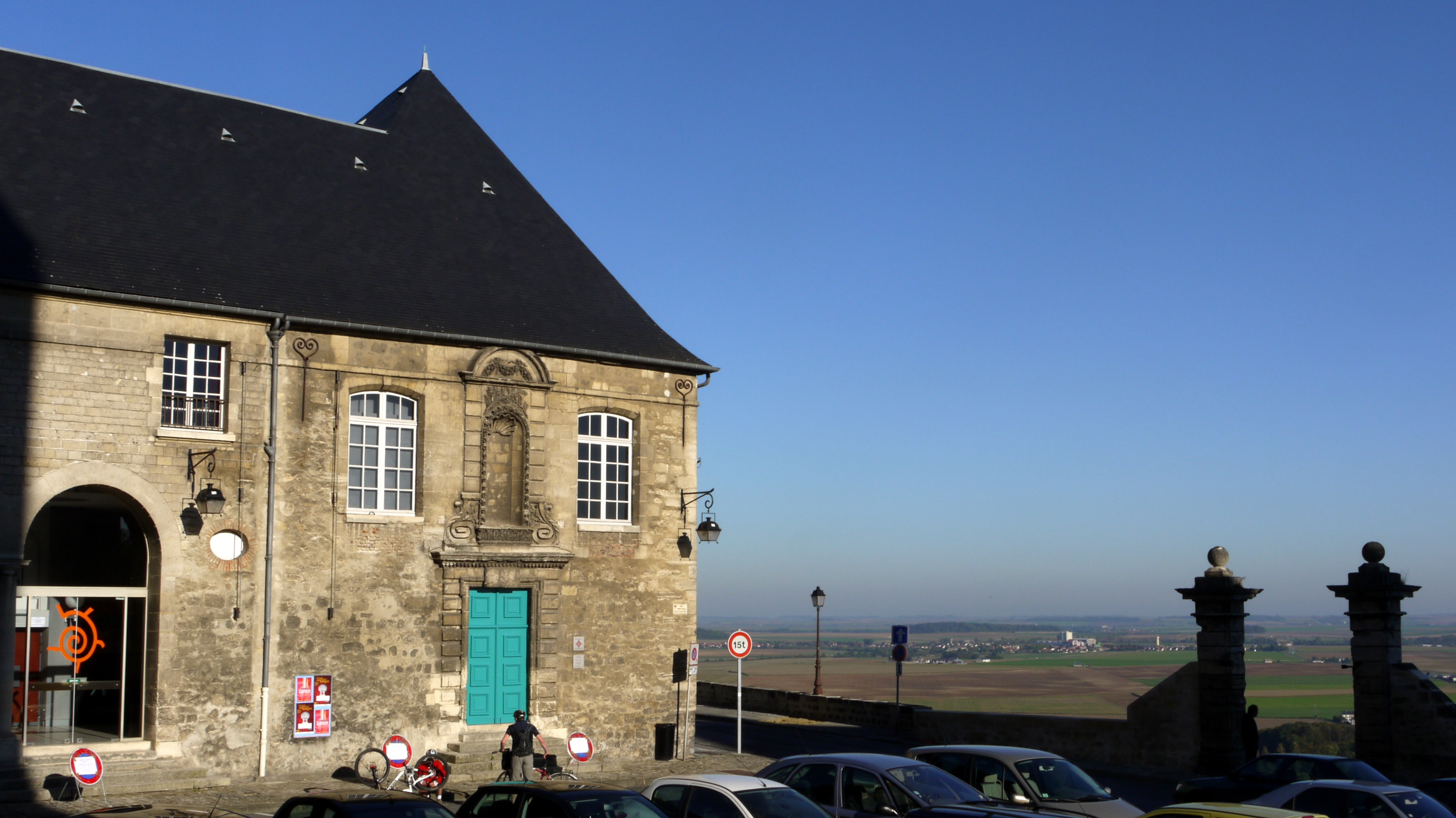
Angle nord est.

Un nouvel Hôtel-Dieu, inscrit à l'inventaire général du patrimoine culturel, est construit au XIIIe siècle à l'opposé du parvis de la Cathédrale. C'est en 1209 que les chanoines achètent, en face du palais de l'évêque la maison de Raoul d'Aulnois afin d'y transférer l'hôtel-Dieu trop à l'étroit au sud du parvis de la cathédrale. La difficile acquisition des parcelles voisines ne permet d'élever le nouvel hôtel-Dieu qu'en 1273 ; pour éviter la ruine, d'importants travaux sont entrepris dans les années 1670-1677 (ancres datées) ; la porte sur la place Aubry et la niche la surmontant, exécutées en 1677 par le maître maçon Jean Hottin, ouvraient sur une nouvelle salle des malades pour les femmes, faite d'après les plans d'Innocent Bourgeois ; la chapelle est remaniée en 1683 par les maîtres maçons Toussaint Goulot et Adrien Falvy. Elle reçoit en 1729 un autel sculpté par Etienne Robillon, sculpteur à Mézières ; après le transfert de l'hôtel-Dieu dans l'ancienne abbaye Saint-Martin, les bâtiments sont partiellement occupés par une école communale (1813-1880) , partiellement affectés à l'armée. Après les dommages de la guerre 1914-1918, les façades sont classées Monuments historiques en 1928, mais la grande salle des malades disparaît en 1929 au profit d'un marché couvert dû à l'architecte Abella ; son ossature de fer et de béton est rhabillée en 1970 (date portée) par l'architecte Vallon qui aménage les bâtiments en maison des arts et loisirs. Des bâtiments anciens, seules demeurent la porte sur la place Aubry (1677) et l'aile abritant le couvent des sœurs et des frères (1670, 1677) à l'ouest des constructions modernes. Il fut transformé en 1931 en halles, bouchers et poissonniers deux jours par semaine et le reste du temps en salle de sport ; puis au début des années 1970 en Maison des Arts et Loisirs (M.A.L.) qui est le lieu de diffusion culturelle  la Ville de Laon.

## Annexes

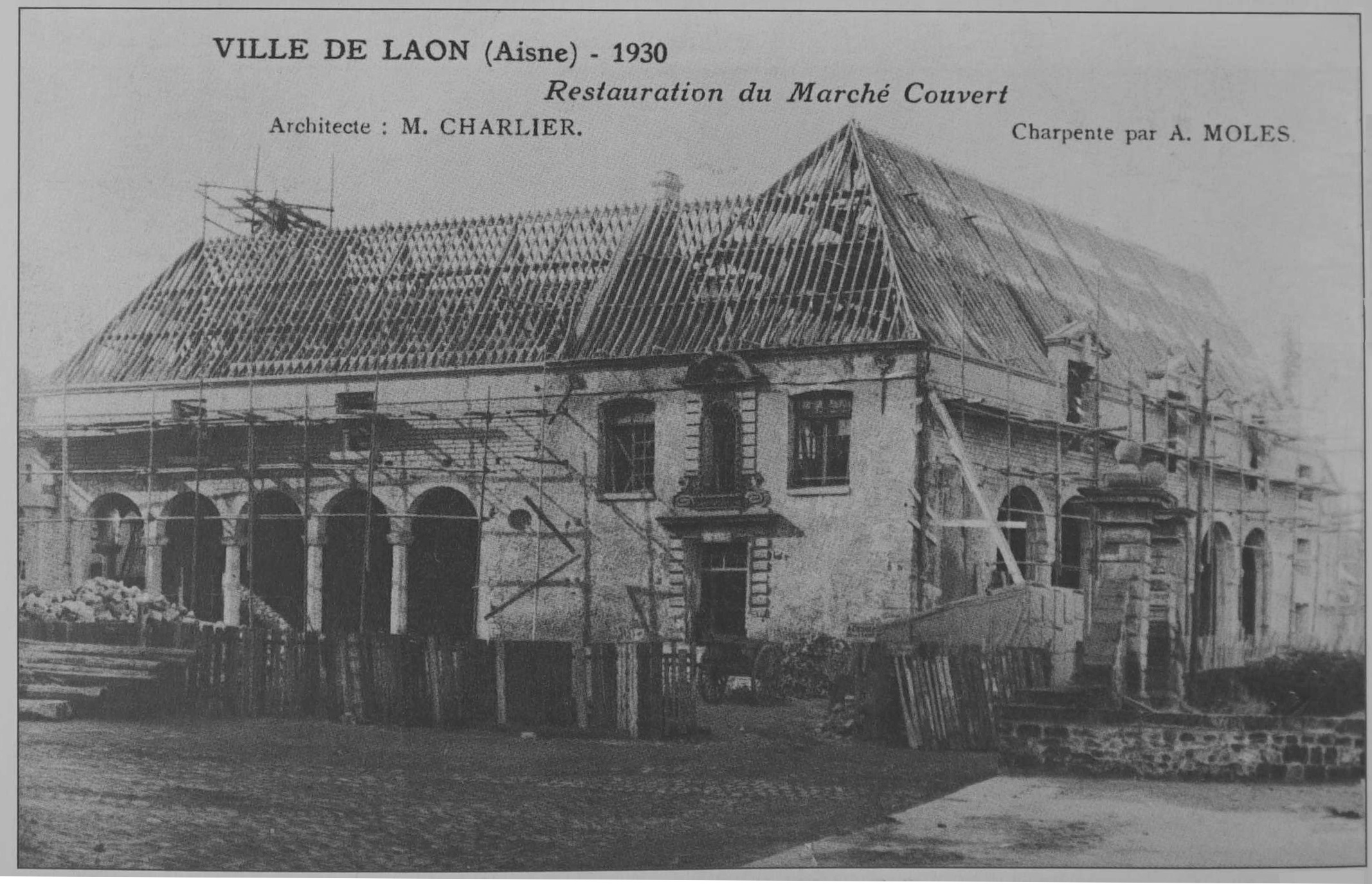
Modification dans les années trente.